# Henry Allan Gleason
Henry Allan Gleason (Dalton City, 2 januari 1882 – New York, 12 april 1975) was een Amerikaanse botanicus die was gespecialiseerd in taxonomie en ecologie.
Op de middelbare school publiceerde Gleason reeds zijn eerste artikel in het tijdschrift The American Naturalist. Zijn BS en MA behaalde hij aan de University of Illinois. In 1906 behaalde hij een PhD. onder Nathaniel Lord Britton.
Van 1918 tot 1950 was hij werkzaam bij de New York Botanical Garden. Hij was verantwoordelijk voor de collectie Zuid-Amerikaanse planten. Hij specialiseerde zich hierbij in de familie Melastomataceae.
In 1933 richtte hij samen met Henry Moldenke het botanische tijdschrift Phytologia op. Hij schreef over de Noord-Amerikaanse flora. Hij was lid van de Torrey Botanical Club.